# Rheumaptera furva
Rheumaptera furva är en fjärilsart som beskrevs av W. Warren 1907. Rheumaptera furva ingår i släktet Rheumaptera och familjen mätare. Inga underarter finns listade.